# 石琼璘
石琼璘（1979年10月23日—），湖南省长沙市人，中国中央电视台节目主持人，毕业于北京广播学院（现中国传媒大学）。

## 生平
1979年，石琼璘出生在湖南省长沙市。
1998年，石琼璘以湖南省高考成绩第一名考入北京广播学院（现中国传媒大学）。
1999年，石琼璘为中国中央电视台主持了五四青年晚会节目。
2001年，石琼璘主持中央电视台新世纪科技论坛。
2002年，石琼璘担任《科学世界》主持人到2010年12月停播为止。
2009年，石琼璘担任《动物秘笈》主持人。
2010年，石琼璘担任《动物传奇》主持人。
2010年12月，石琼璘担任《自然传奇》主持人。

## 作品
- 《科学世界》
- 《动物秘笈》
- 《动物传奇》
- 《自然传奇》

## 奖项
2001年，石琼璘荣获中央电视台、中央人民广播电台和中国国际广播电台的奖学金。